# Croton rakotoniainii
Croton rakotoniainii är en törelväxtart som beskrevs av Jacques Désiré Leandri. Croton rakotoniainii ingår i släktet Croton och familjen törelväxter. Inga underarter finns listade i Catalogue of Life.